# Echinopla
Echinopla é um gênero de insetos, pertencente a família Formicidae.

## Espécies
- Echinopla arfaki Donisthorpe, 1943
- Echinopla australis Forel, 1901
- Echinopla cherapunjiensis Bharti & Gul, 2012
- Echinopla corrugata Donisthorpe, 1943
- Echinopla crenulata Donisthorpe, 1941
- Echinopla deceptor Smith, 1863
- Echinopla densistriata Stitz, 1938
- Echinopla dubitata Smith, 1862
- Echinopla lineata Mayr, 1862
- Echinopla maeandrina Stitz, 1938
- Echinopla melanarctos Smith, 1857
- Echinopla mistura (Smith, 1860)
- Echinopla nitida Smith, 1863
- Echinopla octodentata Stitz, 1911
- Echinopla pallipes Smith, 1857
- Echinopla praetexta Smith, 1860
- Echinopla pseudostriata Donisthorpe, 1943
- Echinopla rugosa André, 1892
- Echinopla serrata (Smith, 1859)
- Echinopla silvestrii Donisthorpe, 1936
- Echinopla striata Smith, 1857
- Echinopla tritschleri Forel, 1901
- Echinopla turneri Forel, 1901
- Echinopla vermiculata Emery, 1898